# Ruth Mayer-Opificius
Ruth Mayer-Opificius (* als Ruth Opificius am 23. September 1928 in Bremen; † 3. August 2006 in Münster) war eine deutsche Vorderasiatische Archäologin. Sie gehört zu den ersten Frauen in Deutschland, die in ihrer Fachrichtung eine akademische Karriere machen konnten.

## Leben und Leistungen
Ruth Mayer-Opificius wuchs in Halle und Berlin auf. 1949 begann sie an der Freien Universität Berlin ein Studium der Kunstgeschichte und der Klassischen Archäologie. 1952 wechselte sie die Fachrichtung und wurde Schülerin bei Anton Moortgat, der 1948 an der Freien Universität den ersten Lehrstuhl für Vorderasiatische Archäologie in Deutschland begründet hatte. Hier wurde sie 1959 mit der Arbeit Das altbabylonische Terrakottarelief promoviert. Sie bekam für die Arbeit das Reisestipendium des Deutschen Archäologischen Instituts im Zeitraum 1959/60 zugesprochen und konnte damit ein Jahr lang den Mittelmeerraum und Vorderasien bereisen. Mit ihr erhielten auch Guntram Beckel, Gottfried Gruben, Wolfram Kleiss, Ekkehard Meinhardt, Hans Georg Niemeyer und Margot Schmidt in diesem Zeitraum das Stipendium, doch einzig der Bauforscher Kleiss wirkte später wie sie nicht im Forschungsbereich der Klassischen Archäologie, sondern in Vorderasien. Opificius bereiste Italien, Syrien, Ägypten, Griechenland und die Türkei. Nach ihrer Rückkehr wurde sie Wissenschaftliche Assistentin des Bauforschers Ernst Heinrich an der TU Berlin. Hier nahm sie an verschiedenen Bauaufnahmen in Deutschland und Spanien und 1963 sowie 1964 auch an den Ausgrabungen in Bogazköy teil. Ein Habilitationsstipendium der Deutschen Forschungsgemeinschaft für den Zeitraum von 1964 bis 1968 führte Opificius nach Münster. 1966 wurde sie Redakteurin des Reallexikons der Assyriologie und Vorderasiatischen Archäologie. In Münster habilitierte sie sich 1968 mit der Arbeit Assyrische Glyptik des 14.– 8. Jahrhunderts v. Chr. unter Berücksichtigung der gleichzeitigen babylonischen und syrischen Steinschneidekunst. 1969 arbeitete sie nochmals unter Heinrich bei den Grabungen in Habuba Kabira.
1970 wurde in Münster neben dem Lehrstuhl für Altorientalistik, den seit 1961 Wolfram von Soden, seit 1977 Karl Hecker innehatte, eine Professur für Vorderasiatische Altertumskunde eingerichtet. Mayer-Opificius wurde die erste Inhaberin dieser Professur und verblieb in dieser Position, bis sie 1993 in den Ruhestand ging. Ihr Nachfolger wurde Reinhard Dittmann. Vom Wintersemester 1994/95 an vertrat sie noch einmal drei Semester lang die vormalige Professur ihres ehemaligen Studienkollegen Thomas Beran an der Universität Frankfurt. Sie engagierte sich zudem in wissenschaftlichen Organisationen wie der Deutschen Orient-Gesellschaft, deren Vorstand sie viele Jahre angehörte und in der sie 1988 bis 1994 auch als stellvertretende Vorsitzende neben dem Vorsitzenden Johannes Renger amtierte. Beim Deutschen Archäologen-Verband amtierte sie von 1992 bis 1994 als Vorsitzende und war damit sowohl die erste Frau als auch die erste Nichtklassische Archäologin in der Position. Sie verstarb nach längerer schwerer Krankheit, die sie in den letzten Lebensjahren daran hinderte, ihre Forschungen wie geplant fortzusetzen.
Als Schülerin von Anton Moortgat war für Mayer-Opificius’ Forschungen der motivische Inhalt der Artefakte der zentrale Ausgangspunkt, zu dem der historische und religiöse Hintergrund hinzutrat. Mit Stilforschungen erweiterte sie Moortgats Forschungen um einen weiteren Aspekt. Durch ihre Zusammenarbeit mit Ernst Heinrich war jedoch auch die Architektur, deren Funktion und Deutung, eines der zentralen Interessen. Ziel aller Einzelaspekte war es für Mayer-Opificius, aus den Mosaiksteinchen ein größeres Bild der materiellen Hinterlassenschaften, der Kultur und Geschichte zu formen. Dabei blickte sie, bedingt durch ihre vielen Interessen, über den Tellerrand ihres Faches hinaus und befasste sich auch mit der Klassischen Archäologie und Alten Geschichte, der Ägyptologie und Indologie. Ohnehin unverzichtbar war für sie das Verständnis der altorientalischen Sprachen. Auch wenn sie stets das „Große Ganze“ im Blick hatte, war ihr persönlich wichtigstes Forschungsgebiet die Glyptik, insbesondere die altorientalischen Stempel- und Rollsiegel.
Mayer-Opificius war eine international überaus vernetzte Forscherin. Aus Anlass ihres 75. Geburtstages wurde ihr eine von Manfried Dietrich und Oswald Loret herausgegebene Festschrift gewidmet, zu der unter anderem Pierre Amiet, Erika Bleibtreu, Burchard Brentjes, Joachim Bretschneider, Nadja Cholidis, Dominique Collon, John E. Curtis, Reinhard Dittmann, Uwe Finkbeiner, Volkmar Fritz, William W. Hallo, Denyse Homès-Fredericq, Evelyn Klengel-Brandt, Peter Paul Vértesalji, Maria Krafeld-Daugherty, Dittmar Machule, Peter Roger Stuart Moorey, Peter Neve, Tahsin Özgüç, Ellen Rehm, Denise Schmandt-Besserat, Agnès Spycket, Klaus Stähler, Eva Strommenger, Eugenia Vikela und Ralf-B.Wartke Beiträge beisteuerten.

## Publikationen (Auswahl)
- Das altbabylonische Terrakottarelief (= Untersuchungen zur Assyriologie und vorderasiatischen Archäologie. Band 2). de Gruyter, Berlin 1961 [Reprint 2012: ISBN 978-3-11-187558-3 (Buch), ISBN 978-3-11-082207-6 (E-Book).